# Makerereuniversitetet
Makerereuniversitetet (Makerere University) är Ugandas största universitet. Lärosätet grundades som en teknisk skola 1922 och blev 1963 University of East Africa. När det splittrades i tre fristående universitet 1970 (University of Nairobi (Kenya), University of Dar es Salaam (Tanzania)) blev Makerereuniversitetet ett fristående universitet. 
I dag har universitetet 22 olika fakulteter och ungefär 33 000 studenter. Universitetet har utbildat flera av Afrikas ledande politiker, bland annat Milton Obote som två gånger var Ugandas president, Tanzanias mångåriga president Julius Nyerere och Kenyas tidigare president Mwai Kibaki. Ugandas före detta premiärminister Apolo Nsibambi var tidigare professor på universitetet. Likaså har en rad kända författare studerat på universitetet, bland andra Nuruddin Farah, V. S. Naipaul och Ngũgĩ wa Thiong'o.
Makerereuniversitetet har ett omfattande samarbete med Karolinska Institutet. 

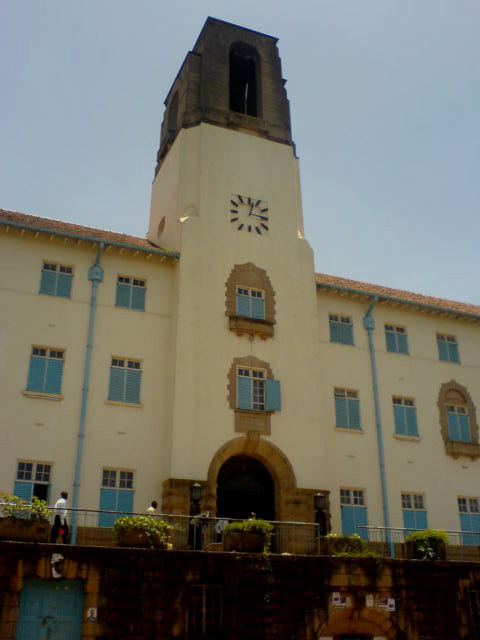
Universitetets klocktorn
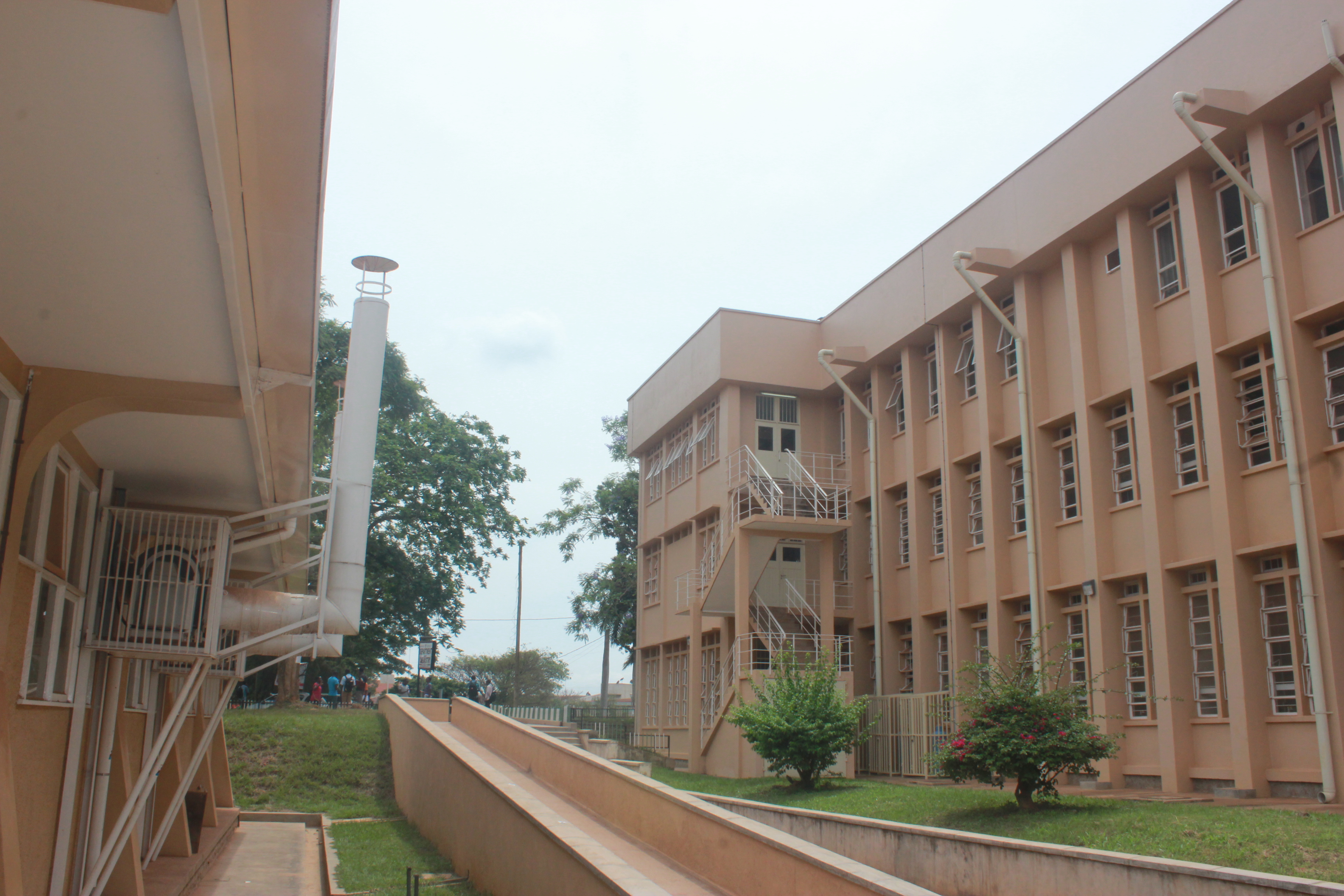
Kemiinstitutionen
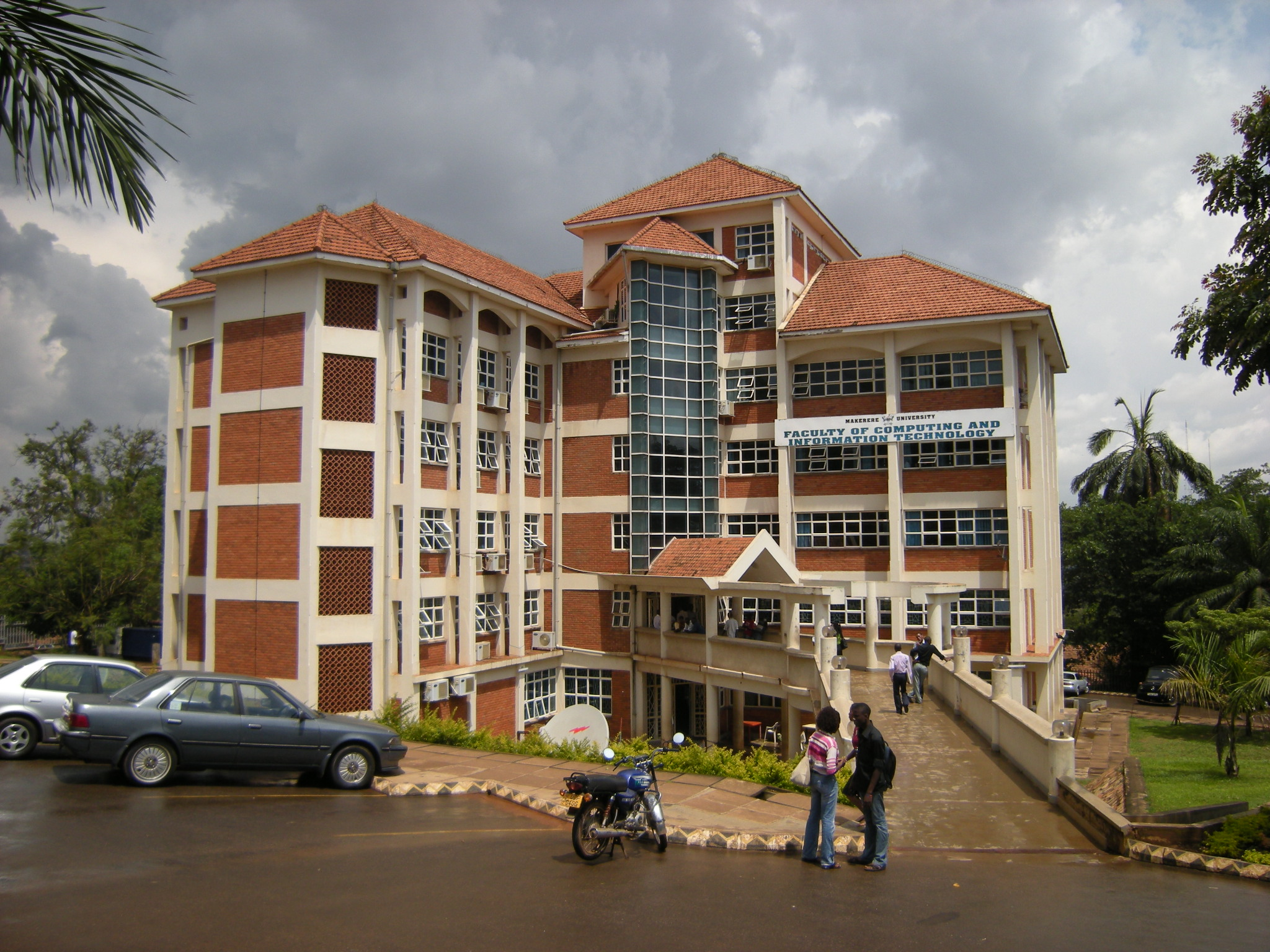
IT-institutionen
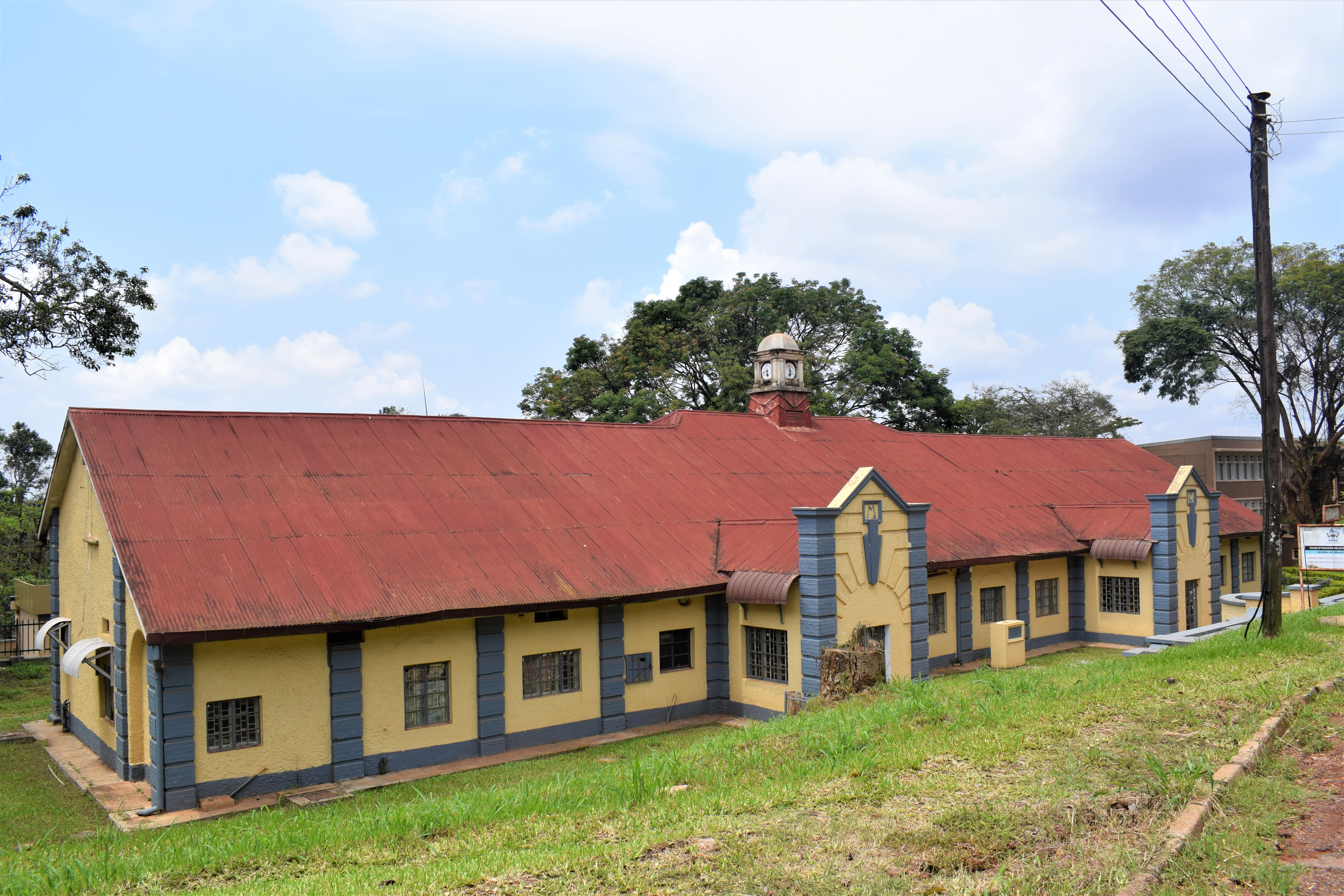
Universitetets första administrationsbyggnad